# イヴァン・フィオレトフ
イヴァン・チモフェーヴィチ・フィオレトフ（ロシア語: Иван Тимофеевич Фиолетов、1884年 - 1918年9月20日）は、ロシアの革命家であり、26人のバクー・コミッサールの一員である。

## 生涯
1884年にロシア帝国タンボフ県トゥゴルコヴォの農家に生まれ、初等教育のみ受けて12年間家族を支え働いた。1890年代に一家でバクーへ移住し、フィオレトフはノーベル兄弟社系列の機械工場で働いた。1900年からロシア社会民主労働党の党員となり、党の分裂後はボリシェヴィキに属した。
1903年7月はバラハヌィで石油労働者のストに参加して逮捕された。翌1904年にはボリシェヴィキのバクー委員会メンバーとなった。同年にはグロズヌイで再び逮捕されるも、ハンガーストライキで当局に対抗した。翌1905年に釈放されると、ロシア第一革命の間グロズヌイとバクーで石油労働者の労働運動を組織した。しかし1908年に三度逮捕され、ヤレンスクとソリヴィチェゴドスクへ追放された。流刑地の指導者を務めた後1911年に釈放されると、バクー、タシュケント、チェレケン半島で革命運動に関わった。1914年に人民の家で働くためにバクーへ戻り、アリョーシャ・ジャパリゼとともに石油労働者の地下組織でも活動した。
二月革命後はバクー・ソビエト執行委員会のメンバーとなり、同年5月からは石油労働者連合の委員長を務め、10月からはボリシェヴィキのカフカース地区委員会メンバーとなった。翌1918年4月にバクー・コミューンが発足すると、その人民経済委員としてバクー油田の国有化を行った。同時期にはバクー県人民経済会議議長も務めたが、コミューンが崩壊すると逮捕され、9月20日に他のコミューン成員らとともに銃殺された。
フィオレトフに因んで名付けられたフィオレトヴォという村がアルメニアのロリ地方に存在する。